# Remlingen-Semmenstedt
Remlingen-Semmenstedt är en kommun i Landkreis Wolfenbüttel i förbundslandet Niedersachsen i Tyskland. Kommunen bildades 1 november 2016 genom en sammanslagning av de tidigare kommunerna Remlingen och Semmenstedt.
Kommunen ingår i kommunalförbundet Samtgemeinde Elm-Asse tillsammans med ytterligare elva kommuner.